# Мутабашевский сельсовет
Мутабашевский сельсовет — муниципальное образование в Аскинском районе Республики Башкортостан Российской Федерации.

## История
Согласно «Закону о границах, статусе и административных центрах муниципальных образований в Республике Башкортостан» имеет статус сельского поселения.
До 2006 года на территории сельсовета располагалась деревня Новый Карыш, до 1986 года - хутор Хатмуллино, упразднённый Указом Президиума ВС Башкирской АССР от 12.12.1986 N 6-2/396 «Об исключении из учетных данных некоторых населенных пунктов»).

## Население
| 2002 | 2009 | 2010 | 2012 | 2013 | 2014 | 2015 |
| ---- | ---- | ---- | ---- | ---- | ---- | ---- |
| 1167 | ↘734 | ↘685 | ↘570 | ↘505 | ↘465 | ↗479 |
| 2016 | 2017 |      |      |      |      |      |
| ↘451 | ↗458 |      |      |      |      |      |

## Состав сельского поселения
| № | Населённый пункт | Тип населённого пункта       | Население |
| - | ---------------- | ---------------------------- | --------- |
| 1 | Старый Мутабаш   | село, административный центр | ↘218      |
| 2 | Мута-Елга        | деревня                      | ↘237      |
| 3 | Янаул            | деревня                      | ↘53       |
| 4 | Янкисяк          | деревня                      | ↘47       |
| 5 | Новый Мутабаш    | деревня                      | ↘45       |
| 6 | Чад              | деревня                      | →44       |
| 7 | Тупралы          | деревня                      | ↘41       |

### Упразднённые населённые пункты
хутор  Хатмуллино (упразднён а 1986 году)